# Thimothée Montaigne

## Biographie
Né le 14 juillet 1982 à Roubaix, Thimothée Montaigne se passionne très jeune pour le dessin. Il étudie à l’institut Saint-Luc de Tournai, puis se spécialise dans les arts narratifs à l’école Pivaut de Nantes. À l’issue de son cursus, il assiste Mathieu Lauffray sur la réalisation des couleurs du tome 1 de Long John Silver (Dargaud). Cette expérience sera déterminante dans son approche du dessin et de la narration. 
Repéré rapidement par les éditions Soleil, il publie sa première bande dessinée, Le Cinquième Évangile, sur laquelle il collabore avec le scénariste Jean-Luc Istin, avant de travailler sur Malicorne avec Jérôme Le Gris. Il retrouve ensuite Alex Alice, avec lequel il partageait l’atelier chez Mathieu Lauffray, pour lui succéder au dessin du préquel du Troisième Testament : Julius (Glénat). Il reprend également la série à succès Le Prince de la nuit à partir du tome 8. En parallèle de la BD, il développe ses talents d’illustrateur et participe à divers projets dont l’univers du Sorceleur, réalisé entièrement en peinture traditionnelle. 
En 2020, il se lance dans un grand diptyque avec Xavier Dorison au scénario dont le 1er tome sort en 2022 : 1629, ou l'effrayante histoire des naufragés du Jakarta,.
En novembre 2024, le deuxième tome sort toujours en édition BD luxe. Ce chapitre 2 met un point final à ce récit tiré d'une histoire vraie. Il a pour titre: l'île Rouge. On y retrouve les mêmes personnages principaux.

## Prix et distinctions
- 2023 : prix Marine Bravo Zulu de l'ACORAM[7] pour 1629, ou l'effrayante histoire des naufragés du Jakarta, tome 1 : L'apothicaire du diable, scénario de Xavier Dorison